# Płęsno (jezioro w gminie Chojnice)
Płęsno – jezioro rynnowe na Równinie Charzykowskiej w kompleksie leśnym Parku Narodowego Bory Tucholskie, w powiecie chojnickim województwa pomorskiego.

## Charakterystyka
Akwen ma powierzchnię 46,04 ha i maksymalną głębokość ponad 11 metrów. Jest wysoko zeutrofizowany.

## Przyroda
Przy brzegach występuje głównie szuwar trzcinowy Phragmiteteum australis, jak również szuwar turzycowy tworzony przez turzycę dzióbkowatą. Miejscowo rosną też skupiska pałki szerokolistnej. W wodzie występują: rdestnica połyskująca, rdestnica pływająca, rdestnica przeszyta, wywłócznik kłosowy, rogatek sztywny, moczarka kanadyjska, osoka aloesowata, grzybień biały oraz grążel żółty. Szczególnie cenne są okazy krynicznicy tępej.
Faunę reprezentują m.in. wydra i zimorodek (siedliska lęgowe).

## Wędkarstwo
Jezioro leszczowe, w którym (oprócz leszcza) występują: karp, płoć, wzdręga, lin, karaś pospolity, węgorz, okoń i różanka (ta ostatnia chroniona). Liczba zezwoleń dla wędkarzy jest limitowana w każdym roku (w 2015 było to 19 sztuk).

## Turystyka
Północnym brzegiem prowadzą piesze szlaki turystyczne -  czerwony (Bachorze – Dąb Bartuś – Męcikał) i  zielony (Bachorze - Dąb Bartuś - Klosnowo). Teren wokół Dębu Bartuś, niedaleko zachodniego brzegu jest zagospodarowanym miejscem wypoczynku. W pobliżu tego drzewa znajduje się drewniany most na Strudze Siedmiu Jezior.